# 曽木の滝
曽木の滝（そぎのたき）は、鹿児島県伊佐市南部の川内川上流に位置する滝である。「曾木の滝」とも書かれる。

## 概要

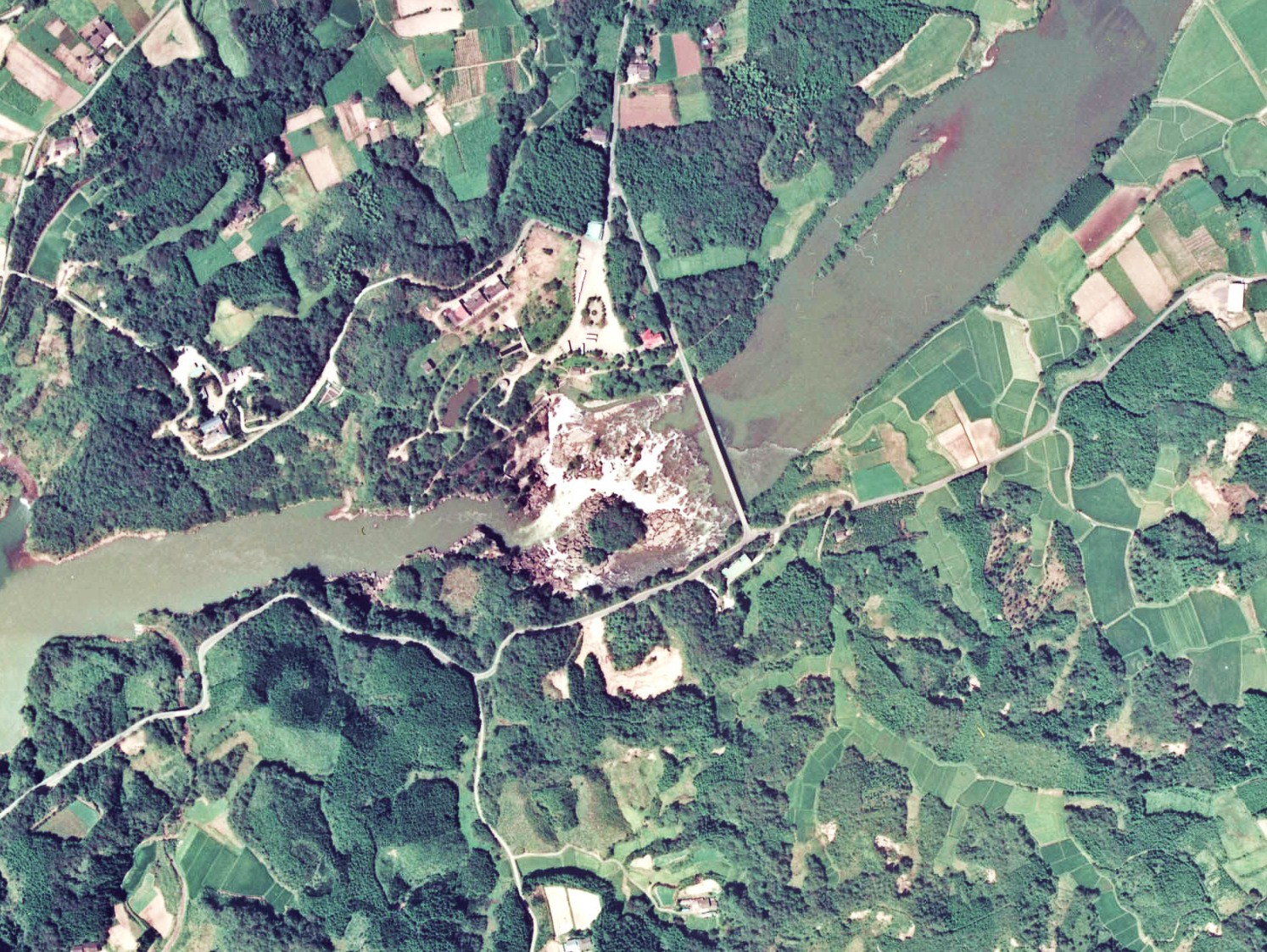
曽木の滝付近の空中写真（1976年撮影）
画像中央の曽木大橋の左側が曽木の滝である。

島津攻めの帰路、大口筋にて肥後へ向かう途次に豊臣秀吉もその雄大な景観を楽しんだといわれる。
高さ12m、滝の幅は210mと広く、「東洋のナイアガラ」と言われる。加久藤火砕流の堆積物によってできたもの。千畳岩などが見られ、川内川流域県立自然公園の指定地区となっている。「曽木の滝公園」として整備されており春はサクラやツツジが、秋はモミジが周辺を彩り、毎年11月下旬には「もみじ祭り」が開催される。
滝の展望所には柳原白蓮が昭和32年に滝を訪れた際に詠んだ歌【もののふの むかしがたりを 曽木の滝 水のしぶきに ぬれつつぞ聞く】の歌碑がある。
また園内には曽木発電所（第一発電所）の遺構である地下道150mを利用して作られた「曽木の滝洞窟きのこ園」があったが、2016年に閉園した。滝の下流から鶴田ダムのダム湖である大鶴湖が広がり、滝の1.5km下流にはダムが洪水調節のために水位を下げている夏の時期だけ姿を現す「曽木発電所（第二発電所）跡」がある。

## 景観問題

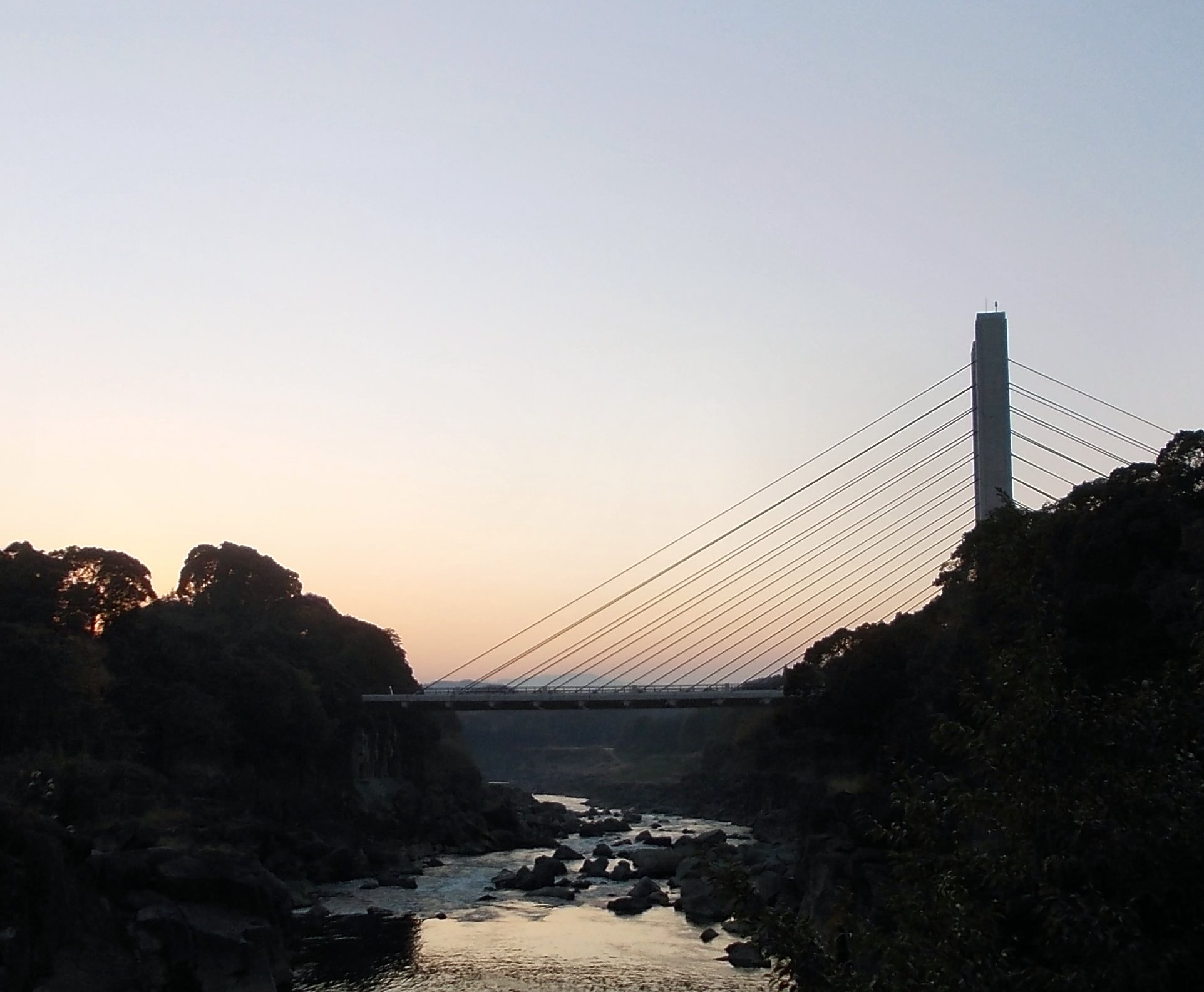
新曽木大橋

滝のすぐ上流には、鹿児島県道大口鶴田線の曽木大橋が架かっていた。曽木大橋はもともと鶴田ダムの工事用道路として国が1962年（昭和37年）に建設したもので、その後県に移管されて県道として利用されてきたが、1989年（平成元年）に日本の滝百選の選定作業が行われた際に「上流の橋で景観が台無し」とされて選から漏れたため、1992年（平成4年）には当時の大口市から県に対して橋の移設希望が出された。
このため、大口鶴田線の道路改良を兼ねて新しい曽木大橋を滝より下流側に建設する工事が始められ、2009年3月6日に安全祈願祭が行われて工事に着手し2012年春完成予定としていたが、予定より前倒しされ2011年11月5日に開通した。なお、旧曽木大橋は2012年度以降に撤去される予定となっている。
平成百景24位に選出された。

## 曽木の滝分水路
2006年7月に九州地方を襲った平成18年7月豪雨により、川内川流域は全川で甚大な被害を受けた。災害復旧と浸水被害の軽減のため、国土交通省九州地方整備局により、川内川激甚災害対策特別緊急事業（激特事業）が実施され、洪水の流下を妨げる狭窄部の一つである曽木の滝には、左岸側を迂回する曽木の滝分水路が建設された。
曽木の滝は地域における重要な観光スポットで、自然景観の保全に配慮する必要があることから、熊本大学景観デザイン研究室および空間情報デザイン研究室の協力により詳細な景観検討が行われ、右岸の曽木の滝公園からの景観の変化が最小となるように流路が決定された。全長約400メートル、幅約30メートルにわたって掘削された河道は岩肌を活かす仕上げとされ、平常時は農業用水の導水により、親水性のあるせせらぎ水路となっている。また、管理用通路を地形に合わせた変化のある構造として各所に階段を設置、回遊性を確保した動線とするなど、防災施設としての治水機能のみならず、観光拠点としての付加価値の向上にも重点がおかれている。工事で発生した大量の掘削岩は下流に建設された推込分水路の工事資材として活用された。

自然景観の保全に配慮しながら治水機能を向上させ付加価値を創出したことが評価され、2012年のグッドデザイン賞および特別賞のグッドデザイン・サステナブルデザイン賞（経済産業大臣賞）を受賞した。

## 新曾木発電所
旧曽木発電所の取水口、沈砂池遺構の一部を利用して新曽木発電所が建設され、2013年4月より運転を開始している。最大出力490kW。放水口は滝のすぐ下流にあり、滝の落差を利用して発電を行っている。公園の景観を配慮して発電用水車は滝の右岸の地中に鉛直に設置されている。